# クロスメディアソフト
クロスメディアソフト（CROSS MEDia SOFT）は、かつて存在した日本のコンピュータゲームソフトのブランドである。

## 概要
ビクター音楽産業株式会社（後のビクターエンタテインメント）のニューメディア開発部による、ゲーム開発部門として、1983年に発足、当時の8ビット系パソコン用のゲームソフトを主に企画・開発を行っていた。後に同ブランドの権利関係は、マーベラスエンターテイメントのデジタルコンテンツカンパニー事業部に事業譲渡された。

## 別ブランド
ハヤカワSF文庫の小説をゲーム化するためのブランドとして、1987年に「D-PHOTON」を立ち上げた。参加メーカーはビクター音楽産業、ホット・ビィ、ジャスト、パンプキンヘッド、コスモスコンピュータの5社。

## 主なゲームソフト
パソコン用
- 新竹取物語 - 1984年11月発売。シナリオはアップルIIのユーザーでもあったディスクジョッキー松本貢が、グラフィックは漫画家の富沢千夏が担当。
- アーケード・オリンピックス - 1984年10月発売。『コブラハンター』『マリーンアタック』『モンキーインフェルノ』『ローンズパニック』の4作を収録。
- ザイオン - 1985年5月発売。
- モール・モール - 1985年7月発売。アクション要素のない純粋なパズルゲーム。全50ステージ。
- 囲碁百科 - 1985年8月発売。小林光一が監修。
- トリビアQ - 1985年10月発売。当時アメリカで流行していた雑学クイズをゲーム化。ジャンルは6種、問題総数2,000問。
- S.F.3.D オペレーションV - 1985年12月発売。当時、横山宏が模型誌『月刊ホビージャパン』に連載していたプラモデルシリーズが原作。
- モール・モール2 - 1986年3月発売。ユーザーから募集したステージが40、難易度の低いチルドレンモードが20、エキスパートモードが20の、計80ステージで構成されている。
- デイ・ドリーム - 1986年4月21日発売。元『SFマガジン』編集長の南山宏がシナリオを担当したアドベンチャーゲーム。
- ペガサス - 1986年5月発売。
- ミクとしおりのニャンニャンプロレス - 1986年7月発売。
- S.F.3.D ポイントX占領作戦 - 1986年8月発売。「S.F.3.D」シリーズ第2弾。
- スターシンフォニー - 1986年9月発売。
- ナイルの涙 - 1986年10月発売。
- 夕なぎのホライゾン - 1986年10月発売。
- 将棋塾 - 1986年10月発売。監修は『週刊将棋』。
- ヴィーナス・ファイヤー - 1987年1月発売。
- 雀豪 - 1987年2月発売。
- デウリング - 1987年2月発売。グラフィックスは漫画家のもりお歩が担当。
- 女子大生交際図巻 - 1987年6月21日発売。シナリオはTV番組『オールナイトフジ』でオールナイターズのメンバーだった小沢広美で、キャラクターデザインは内田春菊が担当。
- 雀ボール - 1987年6月発売。
- 囲碁百科II 坂田血風録 - 1987年7月発売。坂田栄男が監修。
- 振飛車 - 1987年7月発売。将棋塾シリーズ第2弾で、監修は日本将棋連盟。
- 新玉取物語 - 1987年8月発売。『新竹取物語』の続編で、シナリオは同じく松本貢が担当。
- アドレナリン・コネクション - 1987年8月21日発売。声優の川村万梨阿が声をあてたナレーション・カセットが付属。
- アンジェラ - 1987年11月発売。
- 死霊戦線 - 1987年12月発売。
- アウトランダーズ - 1988年4月発売。当時OVAでも人気を博していた真鍋譲治のSF漫画をゲーム化。先に出たファミリーコンピュータ版のグレードアップ移植。
- ディレクター物語 - 1988年7月発売。
- やじうまペナントレース - 1988年10月発売。
- アランティア - 1988年11月21日発売。
- フォートレス - 1989年2月16日発売。アメリカのシミュレーションゲーム大手SSI社の作品の移植。
- 死霊戦線2 - 1989年3月21日発売。
- 釣りキチ三平 釣り仙人編 - 1989年3月発売。
- バブルガムクライシス - 1989年5月発売。園田健一のOVA作品のゲーム化。
- 展望台 - 1989年6月21日発売。
- 雀豪2 - 1989年7月発売。
- ジャック・ニクラウス チャンピオンシップ・ゴルフ - 1989年8月発売。コモドール64、IBM-PCからの移植。
- 世界征服 - 1989年11月21日発売。アメリカのシミュレーションゲーム大手SSI社の作品の移植。
- 湘南伝説 - 1990年2月23日発売。
- ダンジョンマスター - 1990年2月発売。FTL Games社がAmigaで発売した3DダンジョンRPGの移植。
- 満開電飾 - 1990年11月23日発売。
- 続ダンジョン・マスター カオスの逆襲 - 1990年12月発売。ダンジョンマスターシリーズの第2作。
- ピタパット - 1991年1月24日発売。
- プロンティス - 1991年2月発売。
- やじうまペナントレース2 - 1991年2月発売。
- メックプリザード - 1991年2月21日発売。アメリカのシミュレーションゲーム大手SSI社の作品の移植。
- カンプグルッペ - 1991年7月26日発売。アメリカのシミュレーションゲーム大手SSI社の作品の移植。
- 688 アタックサブ - 1991年8月発売。エレクトロニック・アーツの作品の移植。
- 王将位 - 1992年2月19日発売。
- 雀豪3　- 1992年3月19日発売。
- ストラテゴ - 1992年3月19日発売。
- メックウォーリアー - 1992年4月30日発売。アメリカのシミュレーションゲーム大手SSI社の作品の移植。
- キャッスルズ - 1992年8月21日発売。Interplayの作品の移植。
- 満開電飾II - 1992年9月26日発売。
- スター・ウォーズ アタック・オン・ザ・デス・スター - 1992年12月4日発売。
- バトルテック - 1993年3月12日発売。Activision社の作品の移植。
- キャッスルズ2 - 1993年12月3日発売。Interplayの作品の移植。
- 満開電飾III - 1994年発売。
- 最強将棋 - 1995年2月16日発売。
- ノクトロポリス - 1996年6月28日発売。
- 0星占術大全
- ニューラル・ギア
- 敵は海賊・海賊版 - 1987年1月発売。D-PHOTON第1弾ソフトで、原作は神林長平（制作はホット・ビィ）。
- グイン・サーガ 豹頭の仮面 - 1987年4月発売。D-PHOTON第2弾ソフトで、原作は栗本薫（ジャストが制作。同社のジャストサウンドに対応）。
- 司政官 - 1989年発売。D-PHOTON第3弾ソフトで、原作は眉村卓（制作はパンプキンヘッド）。

## 関連会社
- 日本エイ・ブイ・シー株式会社 - 『クロスメディアソフト』ブランドのソフトを販売していた。
- ホット・ビィ - ビクター音楽産業による『D-PHOTON』ブランドでの共同制作。
- ジャスト - 同上。
- コスモスコンピュータ - 同上。
- パンプキンヘッド - 同上。